# چاچکام
چاچکام، روستایی است از توابع بخش کلیجان‌رستاق شهرستان ساری در استان مازندران ایران.

## جمعیت
این روستا در دهستان تنگه سلیمان قرار داشته و براساس آخرین سرشماری مرکز آمار ایران که در سال ۱۳۸۵ صورت گرفته، جمعیت آن ۱۳۰نفر (۳۷خانوار) بوده‌است.